# خاندان آماگو
خاندان آماگو (به ژاپنی: 尼子氏 Amago-shi) یکی از خاندان‌های ژاپنی است که از امپراتور اودا منشأ گرفته‌است.